# Kematen en Tyrol
Kematen in Tirol est une commune autrichienne du district d'Innsbruck-Land dans le Tyrol.